# Ancylorhynchus munroi
Ancylorhynchus munroi là một loài ruồi trong họ Asilidae. Ancylorhynchus munroi được Bromley miêu tả năm 1936. Loài này phân bố ở vùng nhiệt đới châu Phi.